# Pseudoxandra
Pseudoxandra is een geslacht uit de familie Annonaceae. De soorten uit het geslacht komen voor in tropisch Zuid-Amerika.

## Soorten
- Pseudoxandra acreana Maas
- Pseudoxandra angustifolia Maas
- Pseudoxandra atrata Maas
- Pseudoxandra bahiensis Maas
- Pseudoxandra borbensis Maas
- Pseudoxandra cauliflora Maas
- Pseudoxandra cuspidata Maas
- Pseudoxandra duckei Maas
- Pseudoxandra leiophylla (Diels) R.E.Fr.
- Pseudoxandra longipes Maas
- Pseudoxandra lucida R.E.Fr.
- Pseudoxandra obscurinervis Maas
- Pseudoxandra pacifica Maas
- Pseudoxandra papillosa Maas
- Pseudoxandra parvifolia Maas
- Pseudoxandra pilosa Maas
- Pseudoxandra polyphleba (Diels) R.E.Fr.
- Pseudoxandra revoluta Maas
- Pseudoxandra rionegrensis Maas
- Pseudoxandra sclerocarpa Maas
- Pseudoxandra spiritus-sancti Maas
- Pseudoxandra vallicola Maas
- Pseudoxandra williamsii (R.E.Fr.) R.E.Fr.
- Pseudoxandra xylopiifolia Maas & Westra